# Ai (cantante)
Ai, pseudonimo di Ai Carina Uemura (植村 愛 カリーナ?, Uemura Ai Karīna; Los Angeles, 2 novembre 1981), è una cantante giapponese.

## Biografia
Uemura è nata a Los Angeles da padre giapponese e madre metà giapponese e metà italo-americana. Rimasta in America fino all'età di 4 anni, si è trasferita con la famiglia a Kagoshima, dove ha frequentato le scuole.
La sua passione per la musica ed il suo voler diventare una cantante si presentarono già agli inizi della sua adolescenza. Dopo aver frequentato le scuole medie in Giappone, decise di trasferirsi nuovamente a Los Angeles dove frequentò le scuole superiori.

## Discografia

### Album in studio
- 2001 - My Name Is Ai (BMG Fun House, RCA)
- 2003 - Original Ai (Def Jam Japan)
- 2004 - 2004 Ai (Def Jam, Universal Sigma)
- 2005 - Mic-a-holic Ai (Island, Universal Sigma)
- 2006 - What's Goin' On Ai (Island, Universal Sigma)
- 2007 - Don't Stop Ai (Island, Universal Sigma)
- 2009 - Viva Ai (Island, Universal Sigma)
- 2010 - The Last Ai (Island, Universal Sigma)
- 2012 - Independent (EMI)
- 2013 - Moriagaro (EMI)
- 2017 - Wa to Yo (EMI)
- 2022 - Dream (EMI)

### Raccolte
- 2004 - Flashback to Ai
- 2004 - Feat. Ai
- 2009 - Best Ai
- 2013 - Motto Moriagaro
- 2015 - The Best
- 2016 - The Feat. Best
- 2018 - Side by Side
- 2019 - Kansha!!!!! - Thank You for 20 Years New and Best

### EP
- 2020 - It's All Me, Vol. 1
- 2021 - It's All Me, Vol. 2
- 2021 - Self Selection "Hip Hop"
- 2021 - Self Selection "Piano Ballad"

### Album dal vivo
- 2007 - Live Ai